# Cisowsko-Orłowiński Park Krajobrazowy
Cisowsko-Orłowiński Park Krajobrazowy – park krajobrazowy położony w województwie świętokrzyskim na południowy wschód od Kielc. Utworzony dla zachowania wielkiej różnorodności biologicznej przejawiającej się m.in. obecnością większości nizinnych typów siedliskowych, a także bogactwem roślin i zwierząt.
Powierzchnia parku wynosi 20 693 ha, natomiast jego otulina liczy 25 336 ha.

## Flora
Na terenie parku występują 52 gatunki roślin objętych ochroną i 15 gatunków roślin rzadkich. Wielką atrakcją parku są leśne i torfowiskowe zespoły roślinne, chronione prawem w dwóch rezerwatach Białe Ługi i Słopiec. W obrębie rezerwatów można znaleźć wiele ponad 200-letnich buków i innych starych dębów, klonów, jaworów i jodeł. W parku można też obejrzeć wspaniałe, blisko 200-letnie drzewostany jodłowo-bukowo-dębowe. Niektóre ze starych cisów i jałowców uzyskały status pomników przyrody.

## Fauna
Bogactwu roślinności odpowiada różnorodność gatunkowa fauny. W parku występują duże ssaki takie jak:
- łoś
- jeleń
- sarna
- dzik
- borsuk
- bóbr (reintrodukowany w 1985 roku)
- wilk

Bogata jest także fauna ptasia:
- cietrzew
- zięba jer (normalnie mieszkaniec tajgi)

## Geologia
W obrębie parku występują skały paleozoiczne oraz wychodnie skał dewońskich. Na obszarze unikatowego stanowiska wapieni bitumicznych znajduje się 200-metrowa Jaskinia Zbójecka. Niektóre ze stanowisk mają charakter pomników przyrody, jak choćby gołoborza w Niwach czy odsłonięcia skał wulkanicznych w Sierakowie, a w Zalesiu – piaskowce płytowe z ordowiku i syluru oraz stanowiska fauny sylurskiej.

## Zabytki
Na terenie parku w rezerwacie leśnym „Zamczysko” znajduje się pogańskie sanktuarium, po którym pozostały ziemne wały i tarasy.

## Rezerwaty przyrody
- Białe Ługi
- Cisów im. prof. Zygmunta Czubińskiego
- Zamczysko
- Słopiec (w otulinie Parku)